# Poezekat
Poezekat (Originele titel: Chaminou) is een Belgische stripreeks die bedacht werd door de Belg Raymond Macherot in 1964.

## Inhoud
In het fictief koninkrijk Zooland leven er antropomorfe dieren, maar die dieren mogen enkel fruit en groente eten van hun koning. Dieren die andere dieren opeten, belanden in de gevangenis en worden krompiers genoemd. De krompier Grinchon ontsnapt uit de gevangenis waarop een agent in dienst van de koning, Poezekat, achter hem aan zit.

## Personages
Hieronder volgen een aantal van de belangrijkste personages.
- Poezekat (Originele naam: Chaminou), het titelpersonage en agent in dienst van de koning
- Zonzon, de secretaresse van Poezekat
- De koning, Léon XXXVIII
- Grinchon, een luipaard en krompier
- Gouverneur Crunchblott, een wolf en krompier die een eigen provinciale politie heeft
- Pepijn (Originele naam: Pépin), een muis die cipier is en Poezekat helpt
- Placide, de butler van Crunchblott

## Publicatiegeschiedenis

### Voorgeschiedenis
Onder invloed van Walt Disney werden antropomorfe dieren steeds populairder in strips. Raymond Leblanc wilde zoiets ook in Tintin/Kuifje en dus tekende Tibet oorspronkelijk Chick Bill met menselijke dieren. Artistiek directeur Hergé weigerde het echter te publiceren aangezien het volgens hem niet zou werken waarna Tibet de karakters veranderde in mensen. Halverwege de jaren 50 verschenen er echter steeds meer strips met antropomorfe dieren bij concurrenten Spirou/Robbedoes en Ons Volkske. Vervolgens verscheen de strip Chlorophyl bij Tintin/Kuifje van Raymond Macherot. In 1963 verliet Macherot Tintin/Kuifje en ging hij naar concurrent Spirou/Robbedoes. Hier creëerde hij de stripverhalen Poezekat en Snoesje, met menselijke dieren in de hoofdrol.

### Dupuis
Bij Spirou/Robbedoes verscheen in 1964 van Macherot het eerste verhaal van Poezekat, Poezekat en de krompier. In 1965 gaf Dupuis dat verhaal uit in een album. In 1979 werd het opnieuw bewerkt uitgegeven in de collectie Reeks jeugdzonden. Dit is het enige verhaal dat in Spirou verscheen. Poezekat werd na dit verhaal stopgezet omdat het toen niet zo succesvol was bij de lezers van het blad Spirou. De uitgever Charles Dupuis wilde wel nog een verhaal, maar Macherot besloot om te stoppen met Poezekat.

### Marsu Productions
In 1989 verschijnt er toch een nieuw album getekend door Denis Bodart en geschreven door Yann. Vervolgens verschijnt tussen 1992 en 1995 een serie van 4 albums geschreven door Macherot of Bruno Saive en getekend door Olivier Saive of Macherot. Het originele album werd wat aangepast heruitgegeven in deze serie als derde album en een deel van het vierde album.

## Albums

### Macherot
| Originele titel (Nederlandstalige titel)           | Publicatiejaar Spirou | Uitgavejaar album | ISBN              | ISBN              |
| -------------------------------------------------- | --------------------- | ----------------- | ----------------- | ----------------- |
| Chaminou et le Khrompire (Poezekat en de krompier) | 1964                  | 1965              | 978-28-00-10642-7 | 978-90-31-40574-9 |

### Yann-Bodart
| Originele titel (Nederlandstalige titel)  | Uitgavejaar album | ISBN              | ISBN              |
| ----------------------------------------- | ----------------- | ----------------- | ----------------- |
| L'Affaire Carotassis (De zaak Carotassis) | 1989              | 978-29-50-22116-2 | 978-90-94-01314-1 |

### Macherot-Saive-Saive
| Nummer | Originele titel          | Uitgavejaar album | Scenarist        | Tekenaar                       | ISBN              |
| ------ | ------------------------ | ----------------- | ---------------- | ------------------------------ | ----------------- |
| 1      | La peur du loup          | 1992              | Raymond Macherot | Olivier Saive                  | 978-29-08-46246-3 |
| 2      | La main verte            | 1993              | Bruno Saive      | Olivier Saive                  | 978-29-08-46258-6 |
| 3      | Chaminou et le Khrompire | 1994              | Raymond Macherot | Raymond Macherot Olivier Saive | 2-908462-63-X     |
| 4      | L'opuscule sans scrupule | 1995              | Bruno Saive      | Raymond Macherot Olivier Saive | 978-29-08-46264-7 |